# Ropostek

Ropostek widoczny jako żółtawy wysięk w dolnej części komory przedniej oka.

Ropostek (łac. hypopyon) – obecność ropy (wysięku leukocytarnego) w komorze przedniej oka, zwykle towarzyszy mu zaczerwienienie spojówki i leżącej pod nią nadtwardówki. Jest to objaw zapalenia tęczówki i ciałka rzęskowego. Wysięk gromadzi się na dole z powodu grawitacji.